# Харрис, Эмма Ричардовна
Эмма Ричардовна Харрис (англ. Emma Harris, при рождении — Мэттьюз, во втором браке — Мизикина; 9 октября 1871, Огаста, Джорджия, США — 31 декабря 1940, Бруклин, Нью-Йорк, США) — американская и русская актриса, певица, танцовщица, артистка кабаре, писательница и переводчица.

## Ранние годы
Харрис родилась в бедной негритянской семье, жившей на плантации недалеко от Огасты, Джорджия. Её мать еле сводила концы с концами на жалованье прачки, поэтому после окончания школы Харрис была отправлена к тёте в Норфолк, Виржинию, США. Там Харрис начала учиться в Миссионерском Колледже, но вынуждена была прекратить учёбу из-за внезапной смерти её тёти. После этого она решила начать свою музыкальную карьеру и поступила в Бостонскую музыкальную консерваторию. К тому временем Нью-Йорк стал художественным центром, в том числе для людей разного цвета кожи. Она переехала туда, чтобы начать свою артистическую карьеру.

## Карьера

### США
Харрис пригласили выступить с дуэтом Теодора Друри (Theodore Drury) и Сиссиретты Джонс (Sissieretta Jones), что укрепило её репутацию как артистки. Поскольку родители Харрис были против такой карьеры для неё, она присоединилась к госпел-хору в Баптистской церкви Троицы в Нью-Йорке, и ей удалось добиться одобрения родителей. В 1896 году она вышла замуж за Джеймса Б. Харриса.

### Европа
Карьера Харрис как исполнительницы взлетела в 1901 году, когда она была принята в группу под руководством Палвы Кохан Воллнер (Palva Kohaаn Вollner) «Гвардия луизианских амазонок» («Louisiana Amazon Guard»), состоящую из шести афроамериканских артисток. Их тур по Европе начался в Германии и продолжился в Греции, Италии, Турции и Франции. Группу так хорошо принимали, что после концерта в Константинополе каждой из них подарил золотую медаль сам султан Абдул-Хамид. В 1901 году группа приехала в Россию. Группа пользовалась популярностью среди дворян и выступала для них по всей России. В это время Харрис узнала о смерти своего мужа в Нью-Йорке. В 1902 группа распалась, но трое из членов «Гвардии луизианских амазонок» остались в России, согласившись на уговоры Харрис.

### СССР
Трое из тех, кто решил остаться в России, сформировали «Харрис Трио», которым руководила уже сама Харрис. Спустя несколько месяцев трио распалось, и Харрис осталась единственным членом оригинальной группы в России. Вскоре она познакомилась с дворянином по фамилии Баранов, который хорошо владел английским языком и представился ей лектором. Он пригласил Харрис сопровождать его в лекционном туре по Поволжью. Его истинные намерения обнаружились лишь постфактум, поскольку Харрис не понимала по-русски. На лекциях он представлял Харрис в качестве пленной рабыни и, плохо обращаясь с ней, забирал все её деньги. Когда она решила сбежать от него, Баранов заявил в полицию, что Харрис работала японским шпионом, что было серьёзным обвинением во время Русско-японской войны. Харрис была арестована и посажена в тюрьму в Казани. Она обратилась к американскому генеральному консулу Самуел Смит, который организовал её освобождение. Вернувшись в Москву, Харрис встретилась со Смитом, который удивился, обнаружив, что она афроамериканка. Так как отношения к людям иного цвета кожи в США тогда были сложными, особенно в связи с законами Джима Кроу, она больше не обращалась в консульство.
Тем временем началась её сольная карьера. Один американский бизнесмен в Москве согласился финансировать её концертный тур под сценическим именем Чёрный Соловей. Во время тура по Кавказу она встретила режиссёра фильмов Александра Ивановича Мизикина, который стал её менеджером, и за которого она вышла замуж. Харрис продолжала выступать в России до начала Первой мировой войны. Заключительным актом её театральной карьеры стало написание и исполнение роли в русском фильме «Женщина Сатана» (1915).

## Личная жизнь
Ради социалистического движения Харрис перестала выступать, чтобы поддерживать большевиков. Её муж вступил в Красную армию, и Харрис записалась добровольцем в Советский Красный Крест. Кроме того, во время голода в Поволжье она работала для Американской администрации помощи, обеспечивая помощь голодающим и в России, и в Европе. Потом она стала работать переводчиком русского, английского, немецкого и французского языков на заводе «Пролетарский труд». В 1933 году её повысили до «ударного бригадира» и начала работать главным корреспондентом «Станкоимпорт». Её приверженность социалистическим ценностям заметна в её решении отказаться от пенсии и продолжать работать. Она даже известна как первая темнокожая работница в СССР.
Творчество Харрис не прекратилось с окончанием её исполнительской карьеры. Она активно писала и публиковала стихи в «Стенной газете». Более того, её прозвали Матерью Эммой, так как её южная кухня прославилась на всю Москву. Известно, что она готовила ужин в американском консульстве в Москве в День благодарения в 1917 году. Она рассказывала москвичам и американцам, которые жили в Москве, о своей карьере артистки и о своей работе в Американской администрации помощи во время голода в Европе.
В 1929 году Харрис и Мизикин развелись. Хотя у неё не было родственников в России, она вновь решила там остаться и работать. Четыре года спустя она решила поехать в Нью-Йорк, чтобы увидеть своими глазами, как изменился город, в котором началась её карьера. Больше Харрис не возвращалась в СССР и умерла в Нью-Йорке.